# مارينا تي في
تلفزيون مارينا (بالإنجليزية: Marina TV) هي قناة تلفزيونية كويتية تبث عبر نايل سات، بدأت بثها عبر الأقمار الاصطناعية في أبريل 2015. تعد القناة امتدادًا لمارينا إف إم، حيث توفر إلى جانب بثها التلفزيوني بثًا إذاعيًا عبر محطتها الشهيرة.

## أول بث
كان أول بث لقناة مارينا في أبريل 2015 لبرامج إذاعية على إذاعة مارينا إف إم مثل نغم الصباح، نون، ديوانية، وريفريش.

## الاستوديو
يحتوي الاستوديو على معدات للتلفزيون والإذاعة، بالإضافة إلى غرفة تحكم تعمل على تشغيل البرامج والإعادة على مدار 24 ساعة يومياً.

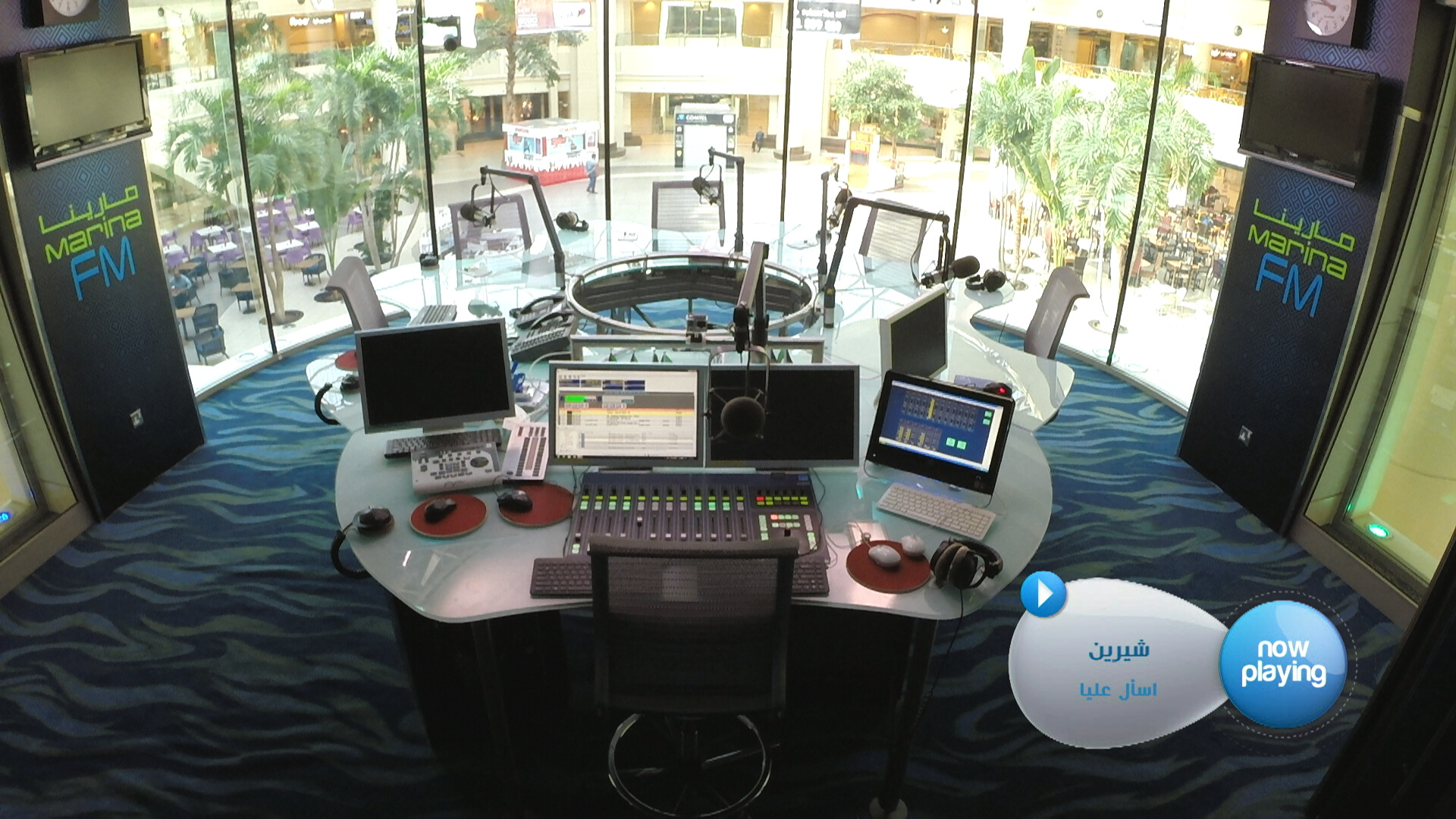

## برامج مارينا تي في
تعتبر برامج تلفزيون مارينا هي نفسها البرامج التي تبث عبر مارينا تي في.
- نغم الصباح (برنامج صباحي يبث من الأحد إلى الخميس الساعة 6:30 صباحاً).
- الديوانية (برنامج الظهيرة يبث من الأحد إلى الخميس الساعة 12 ظهراً).
- ريفرش تقديم علي نجم (برنامج مسائي يبث من الأحد إلى الخميس الساعة 6 مساءً).
- صوت المارينا (برنامج خاص بالاغاني الشعبية الخليجية).
- توب 20 (سباق الاغاني يبث كل يوم جمعة الساعة 8 مساءً).
- كشخة (برنامج يقدم اغاني كويتية وخليجية).
- مارينا كورة (برنامج رياضي مباشر على الساعة الثانية عشرة بعد منتصف الليل).